# Twitch City
Twitch City ist eine kanadische Sitcom, die im Januar 1998 auf CBC Television erstausgestrahlt wurde. Neben Kanada wurde die Serie auch in den USA und Australien gezeigt. Im Jahr 2000 kam eine zweite Staffel ins kanadische Fernsehen, nach der die Serie eingestellt wurde.

## Handlung
Twitch City spielt in Toronto, Hauptpersonen sind der Fernsehabhängige Curtis, sein überkorrekter Mitbewohner Nathan, dessen Freundin Hope sowie der Supermarktangestellte Newbie und die Katze Lucky. Die Schauplätze beschränken sich im Wesentlichen auf Curtis’ Wohnung, die er sich strikt weigert zu verlassen, und den naheliegenden Supermarkt.
Als Handlungsstränge ziehen sich die Suche nach einem Mitbewohner, die sich entwickelnde Beziehung zwischen Curtis und Hope und die Frage durch die Serie, welches Ziel die Katzen auf unserem Planeten eigentlich verfolgen.

## DVD
Twitch City ist seit November 2006 auf DVD erhältlich. Das 2-Disc-Set enthält beide Staffeln der Serie sowie als Extras einen Audiokommentar von Don McKellar für die Folgen I Slept With My Mother sowie I Look Like Joyce DeWitt, Biografien der Mitwirkenden und eine kleine Fotogalerie.

## Episoden
Titelgebend für die Folgen ist fast ausschließlich das jeweilige Thema der fiktiven Talkshow The Rex Reilly Show, die Curtis in der jeweiligen Episode sieht.

### Staffel 1 (1998)
1. I Slept With My Mother
2. My Pet, My Hero
3. I Look Like Joyce DeWitt
4. People Who Fight Too Much
5. I'm Fat And I'm Proud
6. Killed By Cat Food

### Staffel 2 (2000)
1. The Return Of The Cat Food Killer
2. Shinto Death Cults
3. Klan Blake
4. People Who Don't Care About Anything
5. The Planet Of The Cats
6. The Life Of Reilly
7. Angels All Week

## Auszeichnungen (Auswahl)
- 1998: Bruce McDonald gewann einen Gemini Award für die beste Regie in einer Comedy-Serie.
- 2000: Gemini Award für den besten Ton in einer Comedy-Serie.